# Río Tiosha
El río Tiosha (del ruso: Тёша) es un río del óblast de Nizhni Nóvgorod, en Rusia, afluente por la derecha del río Oká, tributario del Volga.

## Geografía
Tiene una longitud de 311 km, una cuenca hidrográfica de 7.800 km², y un caudal, a 230 km de su desembocadura, de 4 m³/s. Nace en la meseta del Volga. Es de régimen principalmente nival. Discurre de este a oeste, desembocando en el Oká por debajo de Múrom.
Es promocionado por el turismo acuático a pesar de no ser navegable. Permanece helado generalmente desde finales de noviembre a principios de abril.
Sobre su curso se encuentran las ciudades de Arzamás y Lukoyánov.

## Principales afluentes
- Por la izquierda:
  - Elma
  - Aksha
  - Irzha
  - Nucha
  - Lemet
  - Lomovka
  - Shiloksha
- Por la derecha
  - Seriozha
  - Shamka